# Lew Tendler
Pour les articles homonymes, voir Tendler.
Lew Tendler est un boxeur américain né le 28 septembre 1898 à Philadelphie, Pennsylvanie, et mort le 15 novembre 1970 à Atlantic City, New Jersey.

## Carrière
Professionnel de 1913 à 1928, il combat au fil des ans des poids coqs aux poids welters sans parvenir à décrocher de titre mondial, barré deux fois par Benny Leonard en poids légers en 1922 et 1923. Son palmarès de 134 victoires contre 16 défaites et 8 matchs nuls est toutefois marqué par plusieurs victoires prestigieuses face notamment à Pete Herman, Johnny Dundee et Rocky Kansas.

## Distinction
- Lew Tendler est membre de l'International Boxing Hall of Fame depuis 1999[3].